# Catacreagra
Catacreagra is een geslacht van vlinders van de familie Lecithoceridae.

## Soorten
- C. bathroptila (Meyrick, 1929)
- C. citrostrota (Meyrick, 1911)
- C. galeodes (Meyrick, 1910)
- C. gracilis Gozmany, 1978
- C. melicrata (Meyrick, 1910)
- C. niphomitra (Meyrick, 1931)
- C. notolychna (Meyrick, 1936)
- C. trichopla (Meyrick, 1929)